# Turistická značená trasa 4522
 Turistická značená trasa 4522 je 6,5 km dlouhá zeleně značená trasa Klubu českých turistů v okrese Brno-venkov spojující Tišnov s Předklášteřím přes vrchol Květnice.

## Průběh trasy
Turistická trasa má svůj počátek na rozcestí u tišnovského nádraží, kde přímo navazuje na rovněž zeleně značenou turistickou trasu 4613 z Řikonína. Průchozí je zde červeně značená trasa 0501 z Brněnské přehrady do Nedvědice, okružní modře značená trasa 2030 obsluhující prostor Tišnova a Předklášteří a žlutě značená trasa 7509 z tišnovského náměstí do Zálesné Zhoře. Trasa 4522 vede v souběhu s dalšími trasami ulicemi Janáčkovou a Jungmannovou na okraj zástavby Tišnova, kterou již samostatně ulicí Pod Květnicí opouští. Poté stoupá lesní pěšinou jižním úbočím Velké skály (vedlejšího vrcholu Květnice) přičemž vícekrát ostře mění směr. K samotnému skalnímu útvaru a vyhlídce je z trasy 4522 zřízena krátká rovněž zeleně značená odbočka. Od ní pokračuje trasa lesní pěšinou severním a severozápadním směrem po šíji spojující Velkou skálu s hlavním vrcholem. Na úpatí stoupání k vrcholu z ní odbočuje další zeleně značená odbočka připojující samotný vrchol Květnice a vyhlídku západně od něj. Hlavní trasa pokračuje severovýchodním směrem prudce klesající lesní pěšinou do sedla Malé skály což je další z bočních vrcholů Květnice, skalní útvar a vyhlídka. I na ní je zřízena zeleně značená odbočka. Hlavní trasa klesá severním svahem Malé skály za ostrého střídání směrů do údolí potoka Besének, ke kterému se přimyká a vede jihozápadním směrem do chatové osady v blízkosti jeho soutoku se Svratkou. Zde vede trasa v krátkém souběhu opět s červeně značenou trasou 0501, podchází železniční tratě Žďár nad Sázavou – Tišnov a Brno – Havlíčkův Brod, mezi nimi přechází řeku Svratku a proti proudu do ní se rovněž vlévající Loučky vede po asfaltové komunikaci k silnici II/385. Podél ní pokračuje jihovýchodním směrem do Předklášteří a to v souběhu s červeně značenou trasou 0506 přicházející z údolí Bobrůvky. Obě trasy vstupují do obce ulicí Uhrovou, v jejím centru pak končí. Z rozcestí je výchozí žlutě značená trasa 7656 vedoucí do kopců jihozápadně od obce a průchozí je zde opět modře značená okružní tasa 2030.

## Historie
Než byl postaven most přes Svratku u jejího soutoku s Loučkou a Besénkem vedla trasa 4522 v souběhu s trasou 0501 asi 0,5 km proti proudu řeky ke zde stojící lávce, poté již samostatně polem k ulici Štěpánovské a po ní do centra Předklášteří.

## Turistické zajímavosti na trase
- Barokní dům U Jana v Tišnově
- Barokní dům Na Pernštýně v Tišnově
- Barokní bývalý zájezdní hostinec Peklo v Tišnově
- Muzeum města Tišnova
- Přírodní památka Květnice
- Naučná stezka Květnice
- Skalní útvar s vyhlídkou Velká skála (na odbočce)
- Vyhlídkové místo s křížem západně od vrcholu Květnice (na odbočce)
- Skalní útvar s vyhlídkou Malá skála (na odbočce)
- soutok Svratky a Loučky
- Klášter Porta coeli
- Socha svatého Jana Nepomuckého v Předklášteří